# João Pessoa
João Pessoa, amtlich portugiesisch Município de João Pessoa, ist die Hauptstadt des brasilianischen Bundesstaates Paraíba. Bis 1930 hieß sie Município de Paraíba, kurz Paraíba. Sie ist Zentrum der Metropolregion João Pessoa und trägt Städtespitznamen wie „Jampa“, „Porta do Sol“, „Extremo Oriental“, „Jota Pê“ und „Cidade Brasileira do Artesanato“. João Pessoa ist die östlichste Stadt Südamerikas.

## Geographie
Die Stadt liegt an der Atlantikküste und hatte zum 1. Juli 2021 geschätzte 825.796 Einwohner, die Pessoenser (pessoenses) genannt werden und auf einer Gemeindefläche von 210 km² leben. Sie ist die östlichste Stadt Amerikas und wird wegen ihrer Lage auch „Stadt, in der die Sonne zuerst aufgeht“ genannt. In der Nähe befindet sich die Ponta do Seixas, der östlichste Punkt des Kontinents. Rund 7 Quadratkilometer der Stadt sind Grünfläche.

## Geschichte
Vor der Ankunft der Europäer war das Gebiet des heutigen João Pessoa schon ein beliebter Siedlungsraum für die Indios, vor allem vom Stamm der Caetés, die die Ufer des Rio São Domingos bewohnten.
Die ersten Europäer, die das Gebiet betraten, waren Franzosen auf der Suche nach Brasilholz. Um 1585 wurden sie von den Portugiesen aus ihren Stellungen vertrieben, obwohl sie sich mit den Indios verbündet hatten. In dieser Zeit wurde auch die Stadt gegründet, unter dem Namen „Cidade Real de Nossa Senhora das Neves“. 1588 gab man der Stadt zu Ehren Philipps II., der seit 1580 neben den Kronen von Kastilien und Aragon in Personalunion auch die Krone von Portugal regierte, den Namen „Filipéia“.
Von 1634 bis 1654 wurde das heutige João Pessoa von den Niederländern besetzt und in „Fredriksstad“ umbenannt. Nach der Rückeroberung durch die Portugiesen bekam die Stadt den Namen „Paraíba“, den sie bis 1930 trug.
Im Jahr 1930 wurde der Gouverneur des Bundesstaates Paraíba, João Pessoa, in Recife ermordet. Die Stadtbevölkerung entschloss sich daraufhin in einer Abstimmung, die Stadt in „João Pessoa“ umzubenennen. Zur Energieversorgung wurde Anfang der 1930er Jahre ein Kleinkraftwerk durch die AEG erbaut, es diente auch zur Versorgung des Atlantikhafens Porto de Cabedelo.

## Stadtverwaltung
Stadtpräfekt (Bürgermeister) ist seit 2013 Luciano Cartaxo. Er wurde bei der Kommunalwahl 2016 mit rund 60 % der Stimmen für die Amtszeit 2017 bis 2020 wiedergewählt und war zu der Zeit Mitglied des 2011 gegründeten Partido Social Democrático (PSB), um im März 2018 zum Partido Verde, der brasilianischen Grünen Partei zu wechseln. Die Legislative liegt bei einem 27-köpfigen Stadtrat aus gewählten Stadtverordneten (vereadores).

## Religion
João Pessoa ist mit seiner Kathedrale Bischofssitz des Erzbistums Paraíba.
Eine der ältesten und damit bedeutendsten Kirchen der Stadt ist das ehemalige Franziskanerkloster São Francisco (Igreja da Ordem Terceira de São Francisco) im historischen Zentrum der Stadt. Andere Franziskanerklöster sind São Pedro (ebenfalls aufgegeben) und Nossa Senhora do Rosário im Stadtteil Jaguaribe. Letzteres ist zugleich Pfarrgemeinde, die noch heute von Franziskanern betreut wird.

## Kulturerbe
Die Altstadt mit dem Bairro Centro wurde am 6. Dezember 2007 zum nationalen Kulturdenkmal ernannt. Es umfasst rund 37 Hektar mit etwa 700 Gebäuden seit der frühen Kolonialgeschichte der Stadt

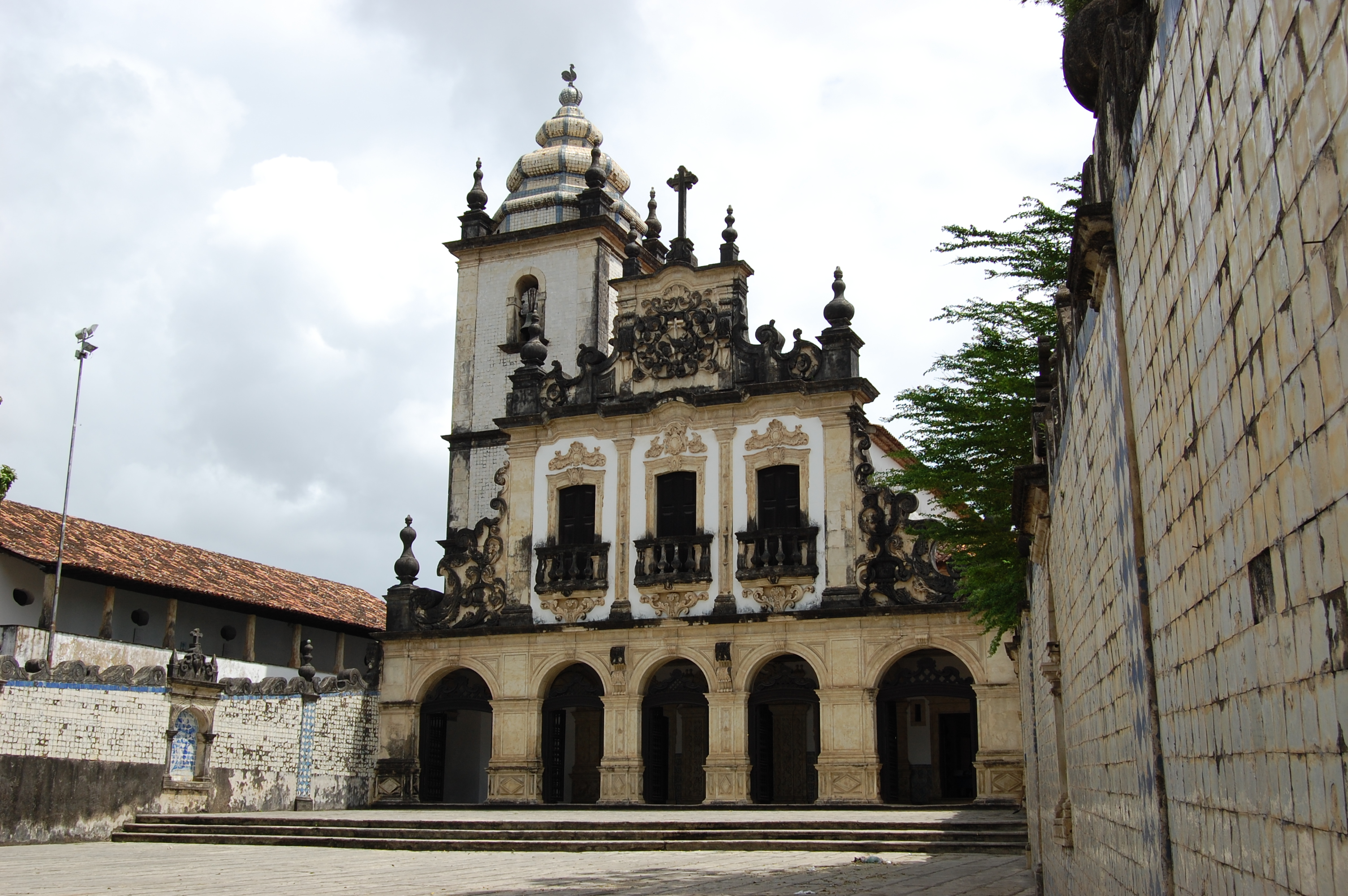
Igreja de São Francisco
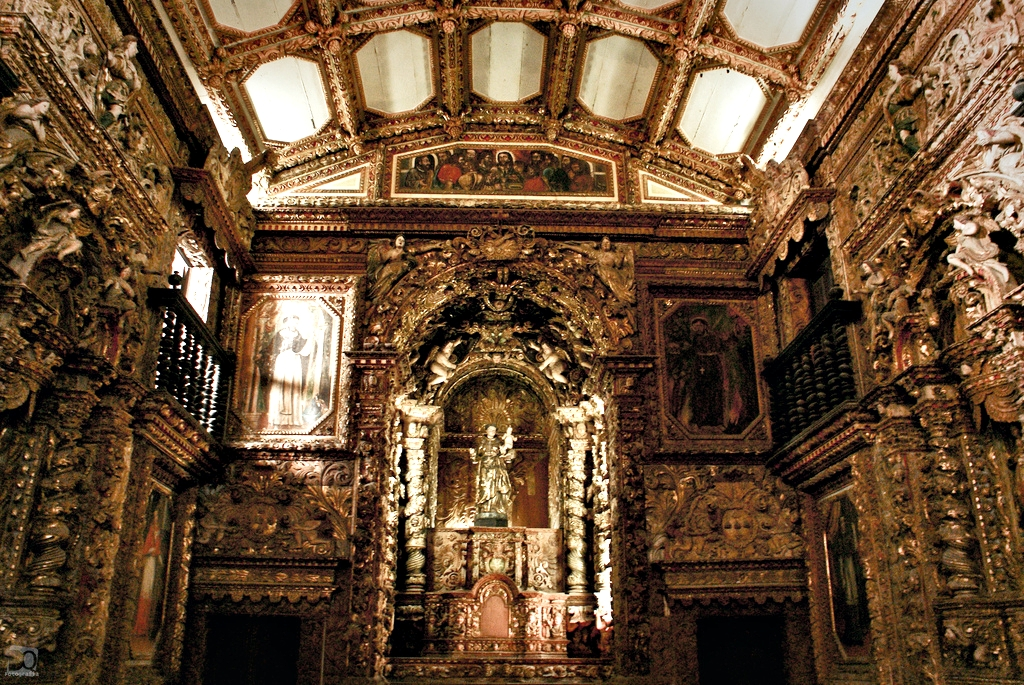
Kapelleninnenraum mit reichhaltigen Schnitzereien
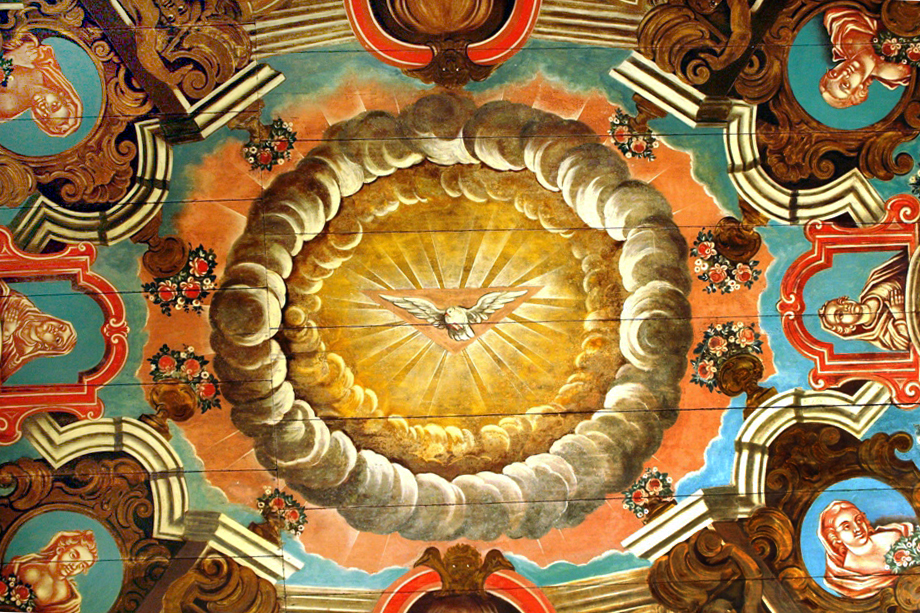
Detail der Sakristeidecke

## Verkehr
Der Ort liegt an der BR-101, einer der wichtigsten Bundesstraßen Brasiliens, die von Norden nach Süden einem großen Teil der Ostküste des Landes folgt.
Der Flughafen Presidente Castro Pinto International Airport (IATA-Code: JPA, ICAO-Code: SBJP) liegt in der Nachbargemeinde Bayeux.